# Survivor Series: WarGames (2022)
Survivor Series WarGames 2022 fue la trigésima sexta edición de Survivor Series, un evento pago por visión de lucha libre profesional realizado por la WWE. Tuvo lugar el 26 de noviembre de 2022 en el TD Garden en Boston, Massachusetts. Fue el primer Survivor Series que tuvo lugar un sábado y el primero desde la edición de 1994 que no fue el domingo. Los temas oficiales de este evento fueron "War Pigs" de Black Sabbath y "Parasite" de Ozzy Osbourne y Zakk Wylde. Por tercera vez en la historia, el evento no contó con ninguna lucha tradicional de eliminación y por primera vez no hubo luchas de temática de eliminación.

## Producción
Survivor Series es un evento anual de pago por visión y WWE Network, producido cada noviembre por la WWE desde 1987. Es el segundo evento de pago por visión más largo de la historia (por detrás de WrestleMania), y es uno de los cuatro pagos por visión originales de la promoción, junto con WrestleMania, Royal Rumble y SummerSlam, apodados los "Cuatro Grandes", y a partir de octubre de 2021, es uno de los cinco mayores eventos del año de la compañía, junto con Money in the Bank. El evento se caracteriza tradicionalmente por tener combates de Survivor Series, que son combates de eliminación por equipos que suelen presentar equipos de cuatro o cinco luchadores entre sí. El evento de 2022 será el número 36 de la cronología de Survivor Series.
Desde que la WWE reintrodujo la división de marcas en 2016, Survivor Series se ha centrado en la competencia entre luchadores de Raw y SmackDown por la supremacía de la marca, algo así como lo que venía haciendo el propio evento de Bragging Rights entre 2009 y 2010 sin mucho éxito. El evento de 2019 también contó con la participación del antiguo territorio de desarrollo de la WWE, NXT, que se convirtió en la tercera marca principal de la WWE ese año, en la competición de marcas; sin embargo, NXT se eliminó de la competición con el evento de 2020 y actualmente atraviesa una etapa de decadencia centrada en el desarrollo de futuras estrellas jóvenes bajo el nuevo nombre y logo de NXT 2.0.
Desde el evento de 2017, los campeones de Raw se han enfrentado a sus homólogos de SmackDown en combates sin título en juego. En Survivor Series 2022 al Roman Reigns poseer ambos campeonatos mundiales no habrá enfrentamiento entre el Campeón de la WWE de Raw contra el Campeón Universal de SmackDown.

## Antecedentes
Después de que Bianca Belair retuviera el Campeonato Femenino de Raw en SummerSlam, se enfrentó a Bayley, que regresó acompañada por Dakota Kai e Iyo Sky, conociéndose como Damage CTRL. En Clash at the Castle, Damage CTRL derrotó a Belair, Asuka y Alexa Bliss en una lucha por equipos. Mientras Belair y Bayley se disputaban el Campeonato Femenino de Raw, Bliss y Asuka se enfrentaron a Kai y Sky por el Campeonato Femenino en Parejas de la WWE. Belair retuvo su título contra Bayley en Extreme Rules en un Ladder Match, mientras que Bliss y Asuka ganaron los títulos de parejas a Kai y Sky en el episodio del 31 de octubre de Raw. Aunque Bayley no pudo destronar el reinado de Belair en Crown Jewel tras perder en un Last Woman Standing match, sus compañeras Kai y Sky recuperaron los títulos previamente en ese mismo evento gracias a una interferencia de Nikki Cross. En el siguiente episodio de Raw, Belair, Bliss y Asuka declararon que su rivalidad con Damage CTRL no había terminado y las desafiaron a un WarGames match en Survivor Series. Posteriormente, Damage CTRL reclutó a Cross para su equipo como forma de agradecimiento. En el episodio del 14 de noviembre de Raw, Bayley intentó sumar a Mia Yim a su equipo, pero ella se negó para más tarde aceptar la invitación de Belair para unirse a su bando. En contraparte, Rhea Ripley se reveló como la última integrante del equipo de Bayley. Finalmente, en la edición del 25 de noviembre de SmackDown, Belair presentó a la retornante Becky Lynch como la quinta integrante de su equipo.
En el episodio del 11 de noviembre de SmackDown, Shotzi ganó una oportunidad por el Campeonato Femenino de SmackDown de Ronda Rousey, luego de imponerse a Raquel Rodríguez, Sonya Deville, Liv Morgan, Lacey Evans y Xia Li. Shotzi ganó tras aplicar una DDT a Evans, aprovechando que estaba en el suelo, y se anunció que su combate ante Rousey se efectuaría en Survivor Series.
En octubre, The O.C. (AJ Styles, Luke Gallows & Karl Anderson) inició una rivalidad con The Judgment Day (Finn Bálor, Damian Priest & Dominik Mysterio), aunque los primeros se encontraban en desventaja debido las interferencias de Rhea Ripley, quien les costó la victoria ante sus compañeros de equipo en lucha por equipos de seis hombres en Crown Jewel. En el episodio del 7 de noviembre de Raw, The O.C. confrontó a The Judgement Day y presentó a Mia Yim como su solución para lidiar con Ripley. La semana siguiente, se programó un combate entre Styles y Bálor para Survivor Series.
Tras volverse faces en el proceso debido al cariño de los fanáticos, The Brawling Brutes (Sheamus, Butch & Ridge Holland) tuvieron una serie de enfrentamientos con los miembros de The Bloodline (específicamente con The Usos). Con The Bloodline lesionando a Sheamus, Holland y Butch luego ganaron un combate contra The Usos por el Campeonato Indiscutible en Parejas de la WWE en Crown Jewel, pero fueron derrotados. En el siguiente episodio de SmackDown, The Brawling Brutes con Sheamus ya curado confrontó a The Bloodline, incluido su líder y Campeón Universal Indiscutible de la WWE Roman Reigns, con Drew McIntyre uniéndose a Sheamus, Butch y Holland. La semana siguiente, The Brawling Brutes y McIntyre, que tenía sus propios problemas con The Bloodline que se remontan a Clash at the Castle, desafiaron a Reigns y compañía a un combate WarGames para Survivor Series, que fue aceptado.
En el episodio del 7 de noviembre de Raw, Seth "Freakin" Rollins lanzó un desafío abierto por el Campeonato de los Estados Unidos, el cual fue respondido por Bobby Lashley, a quien Rollins le había ganado el título, de manera controvertida, unas semanas antes. Sin embargo, el combate nunca comenzó, ya que Lashley atacó a Rollins antes de que sonara la campana. Tras ello, Austin Theory cobró su contrato de Money in the Bank aprovechando que Rollins estaba debilitado; sin embargo, Rollins retuvo el título gracias a la interferencia de Lashley. La semana siguiente, Lashley dijo que continuaría atacando a Rollins hasta recuperar el campeonato y, más tarde esa noche, Theory atacó a Rollins. En el episodio del 21 de noviembre, se anunció que Rollins defendería el Campeonato de los Estados Unidos contra Lashley y Theory en un Triple Threat Match.

## Resultados
- Bianca Belair, Alexa Bliss, Asuka, Mia Yim & Becky Lynch derrotaron a Damage CTRL (Bayley, Dakota Kai & Iyo Sky), Rhea Ripley & Nikki Cross en un WarGames Match (39:40).[10][11]
  - Lynch cubrió a Kai después de un «Senton Bomb» desde lo alto de la jaula.
- AJ Styles (con Luke Gallows & Karl Anderson) derrotó a Finn Bálor (con Damian Priest & Dominik Mysterio) (18:25).[10][12]
  - Styles cubrió a Bálor después de un «Phenomenal Forearm».
  - Durante la lucha, Gallows y Anderson interfirieron a favor de Styles, mientras que Priest y Dominik lo hicieron a favor de Bálor.
- Ronda Rousey (con Shayna Baszler) derrotó a Shotzi y retuvo el Campeonato Femenino de SmackDown (7:15).[10][13]
  - Rousey forzó a Shotzi a rendirse con un «Armbar».
  - Durante la lucha, Baszler interfirió a favor de Rousey.
- Austin Theory derrotó a Seth "Freakin" Rollins (c) y Bobby Lashley y ganó el Campeonato de los Estados Unidos (14:50).[10][14]
  - Theory cubrió a Rollins después de un «Spear» de Lashley.
- The Bloodline (Roman Reigns, Sami Zayn, Solo Sikoa, Jey Uso & Jimmy Uso) (con Paul Heyman) derrotó a The Brawling Brutes (Sheamus, Butch & Ridge Holland), Kevin Owens & Drew McIntyre en un WarGames Match (38:30).[10][15]
  - Jey cubrió a Owens después de un «Helluva Kick» de Zayn, seguido de un «Uso Splash».